# Parque natural del Peñagolosa
El Parque Natural del Peñagolosa (en valenciano Parc Natural del Penyagolosa) es un espacio natural protegido español situado entre los términos municipales de Vistabella del Maestrazgo, Villahermosa del Río y Chodos, en el interior de la provincia de Castellón, Comunidad Valenciana. Se sitúa en torno al macizo del mismo nombre, que ocupa una superficie de 1094,45 ha,  claramente insuficiente para garantizar la preservación de este macizo montañoso, si tenemos en cuenta que la superficie de la madrileña Casa de Campo es de 1700 hectáreas.

## Topónimo
El origen del topónimo Peñagolosa, se pierde en el tiempo, pero parece que procede de la evolución metatética del término pinna (montaña) y lucosa (boscoso), según rezan algunos documentos como el relativo a la donación de Culla a la Orden del Temple en 1213.
Existen multitud de vestigios de los pueblos que moraron y pasaron por este lugar; así se localizan poblados íberos, restos de calzadas romanas y, sobre todo, se aprecian signos manifiestos del despoblamiento actual, lo que se traduce en una pérdida de valor cultural e histórico del conjunto territorial.

## Orografía
Es uno de los hitos geográficos de la Comunidad Valenciana, convertido en símbolo de las tierras agrestes del interior en agudo contraste con las llanuras litorales y los valles. 
Representa un hito de la geografía y el referente cultural arraigado muy profundamente en la tradición valenciana. Con sus 1814 metros, se trata de la segunda cima de la Comunidad Valenciana, sólo ligeramente superada por el Cerro Calderón, en el Javalambre valenciano del Rincón de Ademuz. Se caracteriza por una orografía abrupta, sobre todo en la vertiente asomada al mar Mediterráneo, dominando las fuertes pendientes, con angostos y profundos barrancos labrados sobre los afloramientos calizos predominantes.
El macizo de Peñagolosa presenta importantes aspectos geológicos, tales como la interesante secuencia estratigráfica, representativa de buena parte del período Cretácico, y los notables rasgos estructurales y geomorfológicos. Entre estos últimos destacan formas típicas de periglaciarismo, así como espectaculares formaciones kársticas como el Poljé de Vistabella con su engolidor del Quinyó, el Cañón del río Monleón, el río Carbo y distintas cuevas de interés.
El macizo se sitúa en la encrucijada entre ambientes biogeográficos muy diversos. Su carácter de transición entre el interior y la costa, y también entre los sectores norteño y meridional de la Comunidad Valenciana, propicia una extraordinaria diversidad de flora y fauna. Esta riqueza queda acrecentada por la fuerte impronta paisajística de los espesos bosques de las laderas en contraste con los rasos de las cumbres.

## Flora
La vegetación que se desarrolla en el macizo varía en función de la altitud. Por debajo de los 1000 m dominan las formaciones vegetales bien estructuradas de encinas (Quercus ilex ssp rotundifolia) y pino carrasco (Pinus halepensis). Por encima de la cota anterior, los pinares de pino carrasco son sustituidos por el pino negral (Pinus nigra) y el pino rodeno (Pinus pinaster), este último sobre suelos descarbonatados. En las zonas todavía más elevadas los pinares están constituidos por el pino albar (Pinus sylvestris). En estas altitudes es frecuente observar sabinares de sabina albar (Juniperus thurifera), indicativas de un clima más continental. Los páramos más altos y las cimas presentan formaciones vegetales pulvinulares de erizones (Erinacea anthyllis) acompañadas de sabina rastrera (Juniperus sabina). Debe destacarse, asimismo, la presencia de tejo (Taxus baccata), arce orón (Acer opalus subsp. granatense), acebo (Ilex aquifolium) y tilo (Tilia platyphyllos), así como las interesantes formaciones de rebollo o roble valenciano (Quercus faginea) y melojo (Quercus pyrenaica) sobre suelos silíceos. A diferencia de lo que sucede en otras regiones de España, tanto en la Comunidad Valenciana como en Aragón, se conoce por rebollo al quejigo, mientras que el rebollo, Quercus pyrenaica, es conocido por el nombre de melojo. Las poblaciones de melojo del Peñagolosa son de las pocas que se encuentran en la Comunidad Valenciana, existiendo otros rodales en la sierra de Pina de Montalgrao y la sierra de Espadán, todos ellos en la provincia de Castellón. El parque alberga también una de las poblaciones más meridionales de arándano (Vaccinium myrtillus) de la península ibérica.

## Fauna

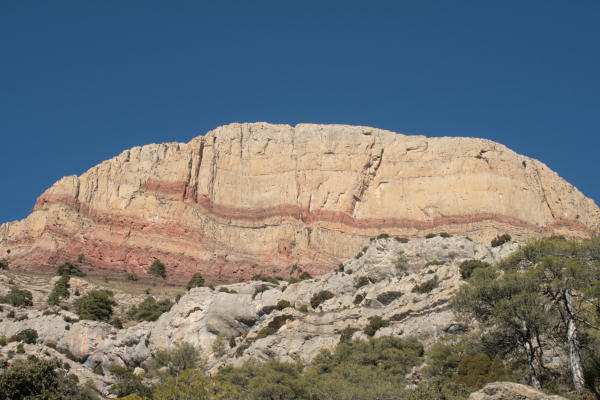
Cara sur del Peñagolosa

Entre la fauna asociada a este riquísimo ecosistema forestal y a sus escarpes destaca la ornitofauna de grandes rapaces diurnas y nocturnas, como el águila real (Aquila chrysaetos) y el águila perdicera (Hieraetus fasciatus), objeto esta última de un seguimiento específico de sus poblaciones durante los últimos años. También es relevante la presencia del piquituerto (Loxia curvirrostra) y de la chova piquirroja (Pyrrhocorax pyrrhocorax'). 
Entre los mamíferos es importante la presencia de gato montés (Felis silvestris), cabra montés (Capra pyrenaica), el corzo, jineta (Genetta genetta) y tejón (Meles meles). Mención aparte merece la mayor población valenciana del murciélago troglodita (Miniopterus schreibersii). De entre la fauna invertebrada sobresalen las mariposas isabelina (Graellsia isabelae) y apolo (Parnassius apollo).

## Patrimonio
El Ermitorio de Santuario de San Juan Bautista de Peñagolosa y Santa Bárbara, antiguo Convento de Cenobitas, está integrado por un conjunto arquitectónico de estilo neoclásico con origen en el siglo XIV, aunque la Cofradía de San Juan data del siglo XVII. Todos los años se celebran eventos con centro en el Santuario, el más conocido de los cuales es la antigua romería de los Peregrinos de Useras.
No menos importante es el patrimonio construido vinculado al medio rural tradicional, centrado en los mases y edificaciones relacionadas, cuyo conjunto posee un gran valor histórico y cultural.